# 武姆科格爾山
46°52′49″N 11°05′10″E / 46.880411°N 11.086236°E

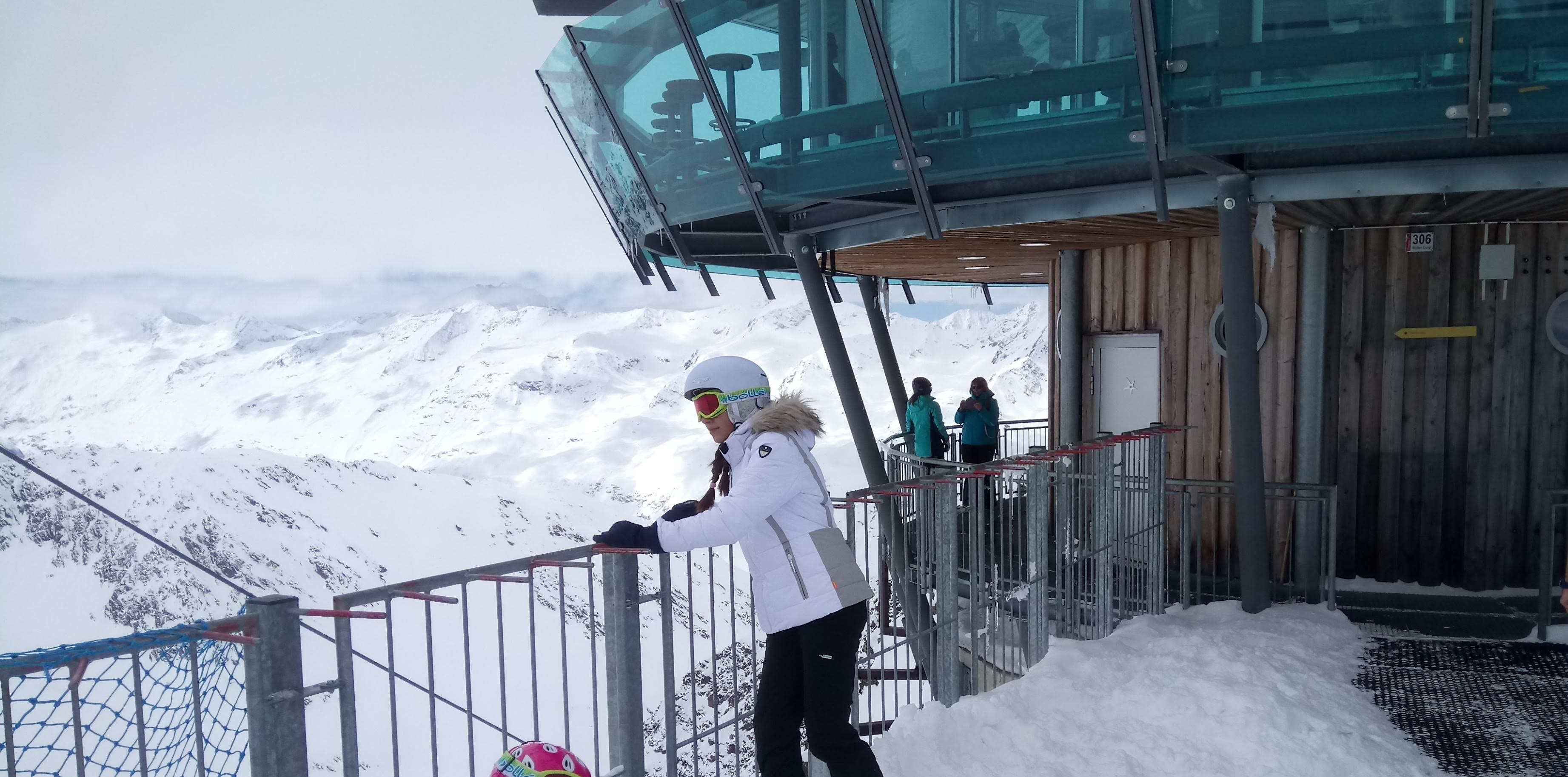

武姆科格爾山（德語：Wurmkogel），是奧地利的山峰，位於該國西部，由蒂羅爾州負責管轄，屬於奧茨塔爾阿爾卑斯山脈的一部分，海拔高度3,082米，每年平均降雨量1,426毫米。